# Hoplopagrus guentherii
Hoplopagrus guentherii es una especie de peces de la familia Lutjanidae en el orden de los Perciformes.

## Morfología
• Los machos pueden llegar alcanzar los 92 cm de longitud total.

## Alimentación
Come peces e invertebrados del fondo marino.

## Hábitat
Es un pez de mar de clima tropical y asociado a los arrecifes de coral que vive hasta los 50 m de profundidad.

## Distribución geográfica
Se encuentra en el Pacífico oriental: desde México hasta Colombia.

## Uso comercial
Se comercializa fresco.